# Yoriie Minamoto

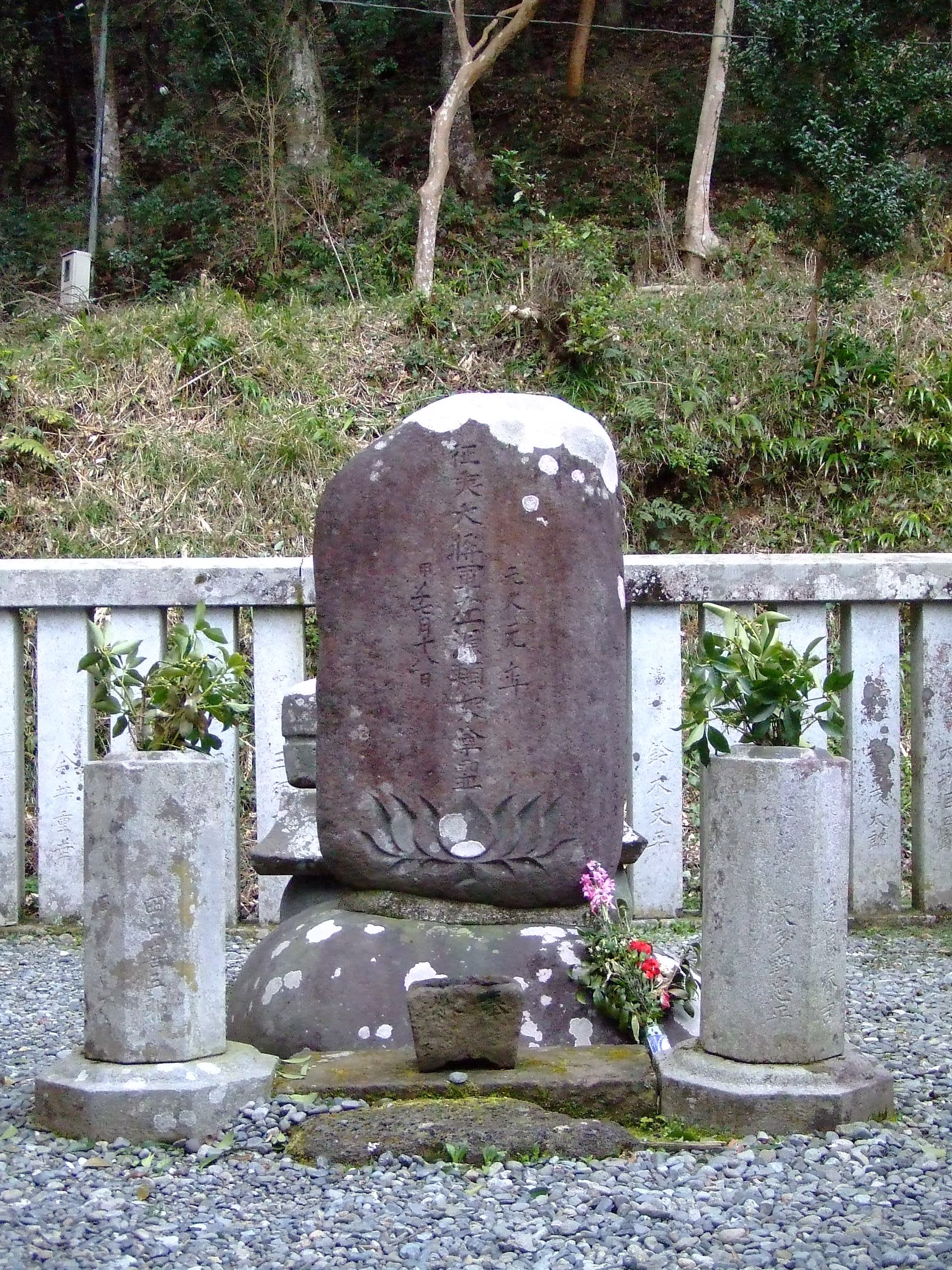
Grób Yoriie Minamoto

Yoriie Minamoto (jap. 源 頼家 Minamoto Yoriie; ur. 11 września 1182, zm. 14 sierpnia 1204) – ósmy siogun w historii Japonii, drugi siogun epoki Kamakura (1185–1333). Był jednym z najkrócej panujących siogunów w Japonii. Starszy syn i następca Yoritomo Minamoto. Jego matką była Masako Hōjō.

## Życie
Yoriie był synem Masako Hōjō i wnukiem Tokimasy Hōjō. Urodził się w rezydencji Yoshikazu Hiki w Kamakurze. Jego opiekunkami (także mamkami) były żony wpływowych ludzi m.in. z rodu Hiki.
Yoriie już w młodości wykazywał uzdolnienia do posługiwania się bronią i jeździectwa. Po śmierci ojca w 1199, jako 17-letni chłopak, został przywódcą klanu Minamoto, a w 1202 został siogunem. Był jednak krytykowany za rezygnację z polityki ojca. Jego polityka charakteryzowała się ogromną brutalnością i bezwzględnością, co wraz z nadmierną samowolą, nie pozwoliło mu cieszyć się długo tytułem sioguna. Panował jedynie przez 14 miesięcy, nawet matka zabroniła mu działalności politycznej. 30 czerwca 1203 została mu odebrana formalna władza i przekazana 13 starszym przedstawicielom rodu, kontrolowanym przez jego dziadka, Tokimasę Hōjō. Yoriie próbował przy pomocy klanu Hiki podporządkować sobie klan Hōjō, ale przegrał i został umieszczony w areszcie domowym, zmuszony do abdykacji i ostatecznie zamordowany 17 czerwca 1204 w Izu.
Następcą Yoriie został jego młodszy brat Sanetomo, ostatni z linii rządzącej Seiwa-Genji.

## Trzech synów Yoriie
Yoriie miał trzech synów: Ichimana, Kugyō (Yoshinari), Senjumaru. Wszyscy zmarli gwałtowną śmiercią, byli ofiarami walki o władzę po śmierci Yoritomo.
Ichiman (1198-1203) był najstarszy. Jego matką była Tsubone Wakasa, córka Yoshikazu Hiki. Dorastał wychowywany przez klan Hiki. Zginął w ogniu, który zniszczył rezydencję klanu Hiki.
Drugi syn, Kugyō (Yoshinari 1201-1219), jako jedyny dożył dorosłego wieku, musiał stać się mnichem buddyjskim. W 1219 r. na kamiennych schodach świątyni Tsurugaoka Hachiman-gu w Kamakurze zamordował swojego wuja Sanetomo. Za ten akt został tego samego dnia został zabity.
Trzeci syn, Senjumaru (1201-1214) miał 12 lat, gdy Chikahira Izumi zbuntował się przeciwko Hōjō, robiąc z dziecka sioguna. Po klęsce Chikahiry, chłopiec – jak jego starszy brat, Yoshinari – został zmuszony do zostania mnichem buddyjskim. Rok później Yoshimori Wada również zbuntował się, ale jak Chikahira, został pokonany i Senjumaru zmarł razem z innymi z klanu Wada.